# Prosena vittata
Prosena vittata är en tvåvingeart som beskrevs av Guérin-Méneville 1838. Prosena vittata ingår i släktet Prosena och familjen parasitflugor. Inga underarter finns listade i Catalogue of Life.